# Laciniaria macilenta
Laciniaria macilenta is een slakkensoort uit de familie van de Clausiliidae. De wetenschappelijke naam van de soort is voor het eerst geldig gepubliceerd in 1842 door Rossmassler.